# 高富線
高富線（日语：／）是連接岐阜縣岐阜市長良北町站至同縣山縣市（營業當時為山縣郡高富町）邊界附近高富站之間的名古屋鐵道（名鐵）鐵路線。

## 路線資料
※如沒有特別指明，資料截至路線廢除前一刻
- 路線距離（營業距離）：5.1公里
- 軌距：1067毫米
- 車站數目：8座（包括起終點站）
- 雙線區間：沒有（全程單線）
- 電氣化區間：全線（直流600V）

## 歷史
名鐵高富線的原身是長良輕便鐵道。
高富線設有直通班次直通至岐阜市內線。由於客量較多，而鐵路的運輸能力比巴士低。加上經常發生兩軸車制動操作不當而發生鐵路事故，因此便把鐵路服務轉為名鐵巴士。在2004年（平成16年）10月1日，岐阜市內的巴士事業轉讓給岐阜乘合自動車（岐阜巴士）後，現時，該路線區間由岐阜巴士營運。
此線與起線一樣，都是由於客量較多而需要廢線（轉為其他交通工具）。都是比較少見的例子。
- 1912年（明治45年）3月30日 - 長良輕便鐵道取得鐵路建設許可（稻葉郡長良村至山縣郡高富町之間）[3]
- 1913年（大正2年）12月25日 - 長良輕便鐵道[4]長良（後來名為長良北町）至高富之間開業，使用木製兩軸車1 - 4[注 1][6]。
- 1914年（大正3年）9月18日 - 三田洞站改名為上岩崎站，土橋站改名為三田洞站[7]
- 1915年（大正4年）11月20日 - 美濃電氣軌道長良橋至長良北町之間開業。與長良輕便鐵道連接。
- 1920年（大正9年）9月 - 美濃電氣軌道（日语：美濃電気軌道）與長良輕便鐵道合併。
- 1922年（大正11年）5月16日 - 北町站廢除[7]
- 1930年（昭和5年）
  - 8月20日 - 名古屋鐵道與美濃電氣軌道合併。成為名古屋鐵道高富線。
  - 9月5日 - 名古屋鐵道改名為名岐鐵道。
- 1934年（昭和9年）7月26日 - 戶羽川站改名為下岩崎站，繼子涮站改名為戶羽川站[7]
- 1935年（昭和10年）8月1日 - 名岐鐵道改名為名古屋鐵道。
- 1938年（昭和13年）3月16日 - 上岩崎站廢除。
- 1944年（昭和19年）左右 - 粟野站暫停營業。
- 1949年（昭和24年）12月1日 - 粟野站重開。
- 1960年（昭和35年）4月22日 - 全線廢除，轉換為巴士服務。

## 車站列表
- 以下車站列表取自廢除前一刻（參考今尾 (2008)）
- 所有車站位於岐阜縣岐阜市內。
- 軌道 … ◇：單線路段（可進行列車交會），｜：單線路段（不可進行列車交會），∨：此起往下是單線，∧：此起往下是複線，也是終點（可進行列車交會）

| 中文站名 | 日文站名 | 英文站名        | 站間營業距離 | 累計營業距離 | 接續路線                       | 軌道 |
| -------- | -------- | --------------- | ------------ | ------------ | ------------------------------ | ---- |
| 長良北町 | 長良北町 | Nagarakitamachi | -            | 0.0          | 名古屋鐵道：岐阜市內線（本線） | ∨    |
| *北町    | 北町     |                 |              | 0.5          |                                |      |
| 高見     | 高見     | Takami          | 1.3          | 1.3          |                                | ｜   |
| 下岩崎   | 下岩崎   | Shimo Iwasaki   | 0.5          | 1.8          |                                | ◇    |
| 戶羽川   | 戸羽川   | Tobagawa        | 0.7          | 2.5          |                                | ｜   |
| *上岩崎  | 上岩崎   |                 |              | 3.0          |                                |      |
| 三田洞   | 三田洞   | Mitahora        | 1.1          | 3.6          |                                | ◇    |
| 粟野     | 粟野     | Awano           | 1.0          | 4.6          |                                | ｜   |
| 高富     | 高富     | Takatomi        | 0.5          | 5.1          |                                | ∧    |

- *的車站是在路線（區間）廢除前已經廢站（有關廢除日參見歷史一節）

## 注腳

## 外部連結
- 高富線路線地圖 （页面存档备份，存于）（日語）